# Elina Guimarães
Elina Júlia Chaves Pereira Guimarães (* 8. August 1904 in Lissabon; † 24. Juni 1991 ebenda) war eine portugiesische Schriftstellerin, Juristin, Frauenrechtlerin und eine der Führungspersonen des Conselho Nacional das Mulheres Portuguesas.

## Leben
Guimarães wurde als einziges Kind von Alice Pereira Guimarães und Vitorino de Carvalho Guimarães geboren, einem Soldaten der portugiesischen Armee, der während der Ersten Portugiesischen Republik Ministerpräsident war.
Sie wuchs in einem von der Politik geprägten häuslichen Umfeld auf und interessierte sich schon früh für politisches Handeln, insbesondere für die Rechte der Frauen. Sie soll ihre Überzeugungen für die Gleichberechtigung und Chancengleichheit von Männern und Frauen sowie für die Wertschätzung der intellektuellen Fähigkeiten von Frauen mit „Enthusiasmus und Kampfgeist“ vertreten haben. Afonso Costa, ein Freund der Familie, bezeichnete sie als mulher do futuro, als „Frau der Zukunft“.
Nach Hausunterricht und dem Besuch der Gymnasien Liceu de Almeida Garrett und Liceu de Passos Manuel schrieb sie sich an der juristischen Fakultät der Universität Lissabon ein, wo sie das Studium am 25. November 1926 abschloss.
1925, noch während ihres Studiums, schloss sie sich der Frauenbewegung an und veröffentlichte in der Zeitschrift Vida Académica einen Einwand zum abwertenden Inhalts des Werks O Terceiro Sexo („Das dritte Geschlecht“) von Júlio Dantas in Bezug auf die darin behandelten Frauen. Aufgrund dieses Artikels wurde sie von Adelaide Cabete eingeladen, dem Conselho Nacional das Mulheres Portuguesas beizutreten, dessen Generalsekretärin sie im Jahr 1927 wurde.
1928 wurde sie stellvertretende Vorsitzende im Vorstand des Conselho Nacional das Mulheres Portuguesas und erarbeitete zusammen mit Angélica Viana Porto und Sara Beirão ein Konzept für Konferenzen zum Feminismus aus. Als stellvertretende Vorsitzende, was sie von 1928 bis 1929 und 1931 war, setzte sie sich für eine Überarbeitung der Statuten des Conselho ein und engagierte sich insbesondere für das Recht der Frauen auf Teilnahme am politischen Leben und insbesondere das Frauenwahlrecht ein.
Ein weiteres ihr wichtiges Anliegen war die Gleichberechtigung bei der Bildung, die sie als Mittel ansah, um den Frauen die gleiche Berufsausbildung und Arbeitsfreiheit wie den Männern zu gewährleisten. Zu diesem Thema hielt sie auf Kongressen und öffentlichen Versammlungen eine Reihe von Vorträgen, zum Beispiel unter den Titeln A protecção à mulher trabalhadora („Der Schutz der berufstätigen Frauen“) oder Da situação da mulher profissional no casamento („Die Situation der berufstätigen Frauen in der Ehe“). 1931 gehörte sie zu denen, die beim Minister für das öffentliche Unterrichtswesen gegen die Abschaffung der Koedukation in der Grundschule protestierten. Sie verteidigte die Existenz von Inhalten der staatsbürgerlichen und moralischen Erziehung in den öffentlichen Schulen und erklärte, dass es für die Frauen des Landes notwendig sei, sich mehr denn je „dem schönen und weitreichenden Werk des Schutzes von Kindern zu widmen“. 1946 wurde Guimarães zur Vizepräsidentin der Generalversammlung des Conselho Nacional das Mulheres Portuguesas gewählt und hatte dieses Amt bis 1947 inne, als die Behörden des Estado Novo-Regimes dessen Auflösung anordneten. Sie war zudem aktives Mitglied verschiedener internationaler Organisationen, darunter der Internationale Frauenrat, die International Alliance for Women’s Sufffrage, die Phi Delta Legal Society und die Federation International des Femmes Diplômées en Droit.
In den 1930er Jahren und in den darauffolgenden Jahren war Guimarães in der Presse sehr präsent und setzte sich mit ihren Artikeln für die politischen Rechte der Frauen, die Koedukation und den freien Zugang der Frauen zum Berufsleben ein. Sie veröffentlichte erzieherische, feministische und juristische Artikel, kämpfte gegen die mit dem Feminismus verbundenen begrifflichen Missverständnisse und versuchte, Frauen für die Sache der „moralischen, intellektuellen und sozialen Gleichwertigkeit der beiden Geschlechter“ zu interessieren. Sie leitete die Zeitschrift Alma Feminina (1929–1930), war verantwortlich für die Página Feminista in der Zeitschrift Portugal Feminino und arbeitete mit weiteren Zeitschriften zusammen, darunter O Rebate, Diário de Lisboa, Seara Nova, Diário de Notícias, O Primeiro de Janeiro, Máxima und Gazeta da Ordem dos Advogados.
1928 heiratete sie Adelino da Palma Carlos, einen Rechtsanwalt, Juraprofessor und Verfechter demokratischer Ideale, der die erste Regierung nach der Nelkenrevolution anführen sollte. Das Paar hatte zwei Söhne, Antero da Palma-Carlos, Arzt, Professor und weltweit anerkannter Spezialist für Immunoallergologie, und Guilherme da Palma-Carlos, Richter und Berater.
Am 26. April 1985 wurde Guimarães in Anerkennung ihrer Rolle bei der Verteidigung der Frauenrechte und im Kampf für die Demokratie in Portugal mit dem Rang eines Offiziers des Ordem da Liberdade ausgezeichnet.
Guimarães starb 1991 im Alter von 86 Jahren. Sie ist auf dem Cemitério do Alto de São João begraben.
Nach Guimarães wurden Straßen benannt, darunter in Amadora, São Domingos de Rana, Lumiar, Odivelas, Pontinha, Seixal, Setúbal und Massamá.
Die União de Mulheres Alternativa e Resposta gab ihrem Dokumentations- und Archivzentrum ihren Namen.
Die portugiesische Anwaltskammer (Conselho Geral da Ordem dos Advogados) hat einen Prémio Elina Guimarães gestiftet, mit dem Persönlichkeiten oder Einrichtungen ausgezeichnet werden sollen, die sich „in besonderer Weise für die Verteidigung der Rechte der Frauen und die Gleichstellung der Geschlechter eingesetzt haben“.

## Veröffentlichungen (Auswahl)
- Dos crimes culposos, o. V., o. O. 1930.
- Movimento feminista, Câmara Municipal, Lissabon 1930.
- O poder maternal, Liv. Morais, Lissabon 1933.
- A Lei em Que Vivemos, Noções de Direito Usual Relativo à Vida Feminina, in: O Século, Lissabon 1937.
- Guilherme de Azevedo em família, Seara Nova, Lissabon 1940.
- A condição jurídica da mulher no direito de família perante as Nações Unidas, o. V., Porto 1962.
- Coisas de mulheres, Promoção, Porto 1975.
- Mulheres portuguesas ontem e hoje, Comissão da Condição Feminina, Lissabon 1979.
- Femmes portugaises: hier et aujourd'hui, Comissão da Condição Feminina, 2. Auflage, Lissabon 1989.  ISBN 972-597-034-9